# Кікапу (Вісконсин)
Кікапу (англ. Kickapoo) — місто (англ. town) в США, в окрузі Вернон штату Вісконсин. Населення — 722 особи (2020).

## Демографія
Згідно з переписом 2010 року, у місті мешкало 626 осіб у 224 домогосподарствах у складі 166 родин. Було 319 помешкань
Расовий склад населення:
| - 95,7 % — білих - 0,6 % — чорних або афроамериканців - 0,6 % — азіатів - 0,2 % — корінних американців - 2,2 % — осіб інших рас |

До двох чи більше рас належало 0,6 %. Частка іспаномовних становила 3,4 % від усіх жителів.
За віковим діапазоном населення розподілялося таким чином: 26,4 % — особи молодші 18 років, 56,8 % — особи у віці 18—64 років, 16,8 % — особи у віці 65 років та старші. Медіана віку мешканця становила 44,0 року. На 100 осіб жіночої статі у місті припадало 105,2 чоловіків;  на 100 жінок у віці від 18 років та старших — 102,2 чоловіків також старших 18 років.
Середній дохід на одне домашнє господарство  становив 56 277 доларів США (медіана — 40 673), а середній дохід на одну сім'ю — 63 346 доларів (медіана — 42 115). Медіана доходів становила 47 500 доларів для чоловіків та 28 125 доларів для жінок. За межею бідності перебувало 20,0 % осіб, у тому числі 38,9 % дітей у віці до 18 років та 0,0 % осіб у віці 65 років та старших.
Цивільне працевлаштоване населення становило 166 осіб. Основні галузі зайнятості: науковці, спеціалісти, менеджери — 15,7 %, освіта, охорона здоров'я та соціальна допомога — 14,5 %, виробництво — 12,0 %, будівництво — 11,4 %.